# 華明站 (釜山地鐵)
華明站（：／ Hwamyeong yeok */?）是釜山地鐵2號線沿線的一座地下車站，位於韓國釜山廣域市北區華明洞。

## 車站結構
站體為2面2線側式月台的地下車站，候車月台設有月台幕門，並有6處出口。

### 月台配置
| 水亭 ↑ |
| \| 上  |
| ↓ 栗里 |

| 月台 | 路線               | 目的地                     |
| ---- | ------------------ | -------------------------- |
| 上行 | ●釜山都市铁道2号线 | 沙上、西面、水營、萇山方向 |
| 下行 | ●釜山都市铁道2号线 | 湖浦、梁山方向             |

## 歷史
- 1999年6月30日：落成啟用。

## 車站周邊
- 釜山漁村民族館
- 韓國電力公社
- 北區衛生所
- 華明高校
- 華明圖書館
- 樂天瑪特華明店
- 友利銀行華明洞分行
- 新韓銀行華明洞分行
- 韩亚银行華明洞分行
- 華明站（韓國鐵道公社）

## 圖片

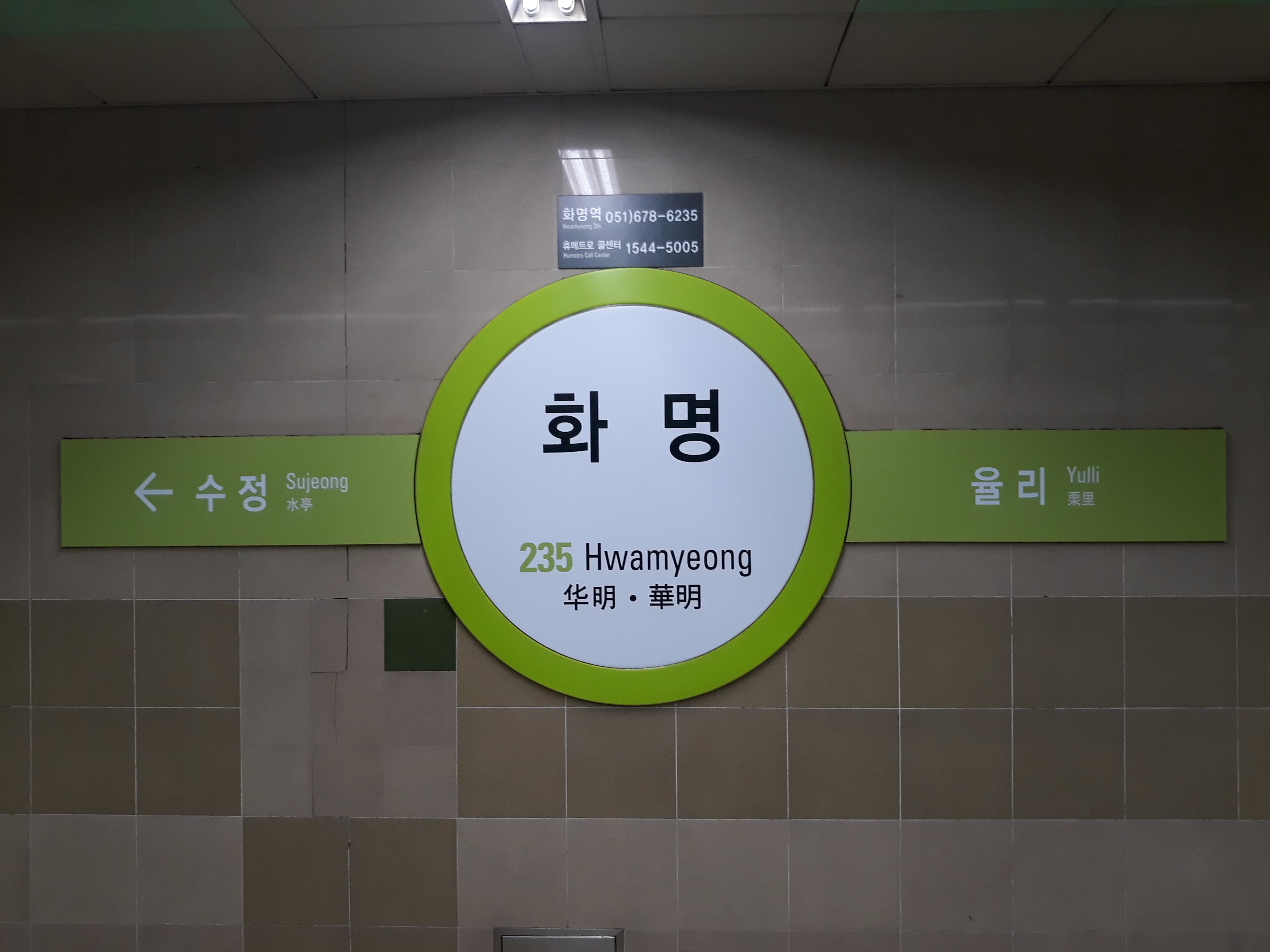
站名牌
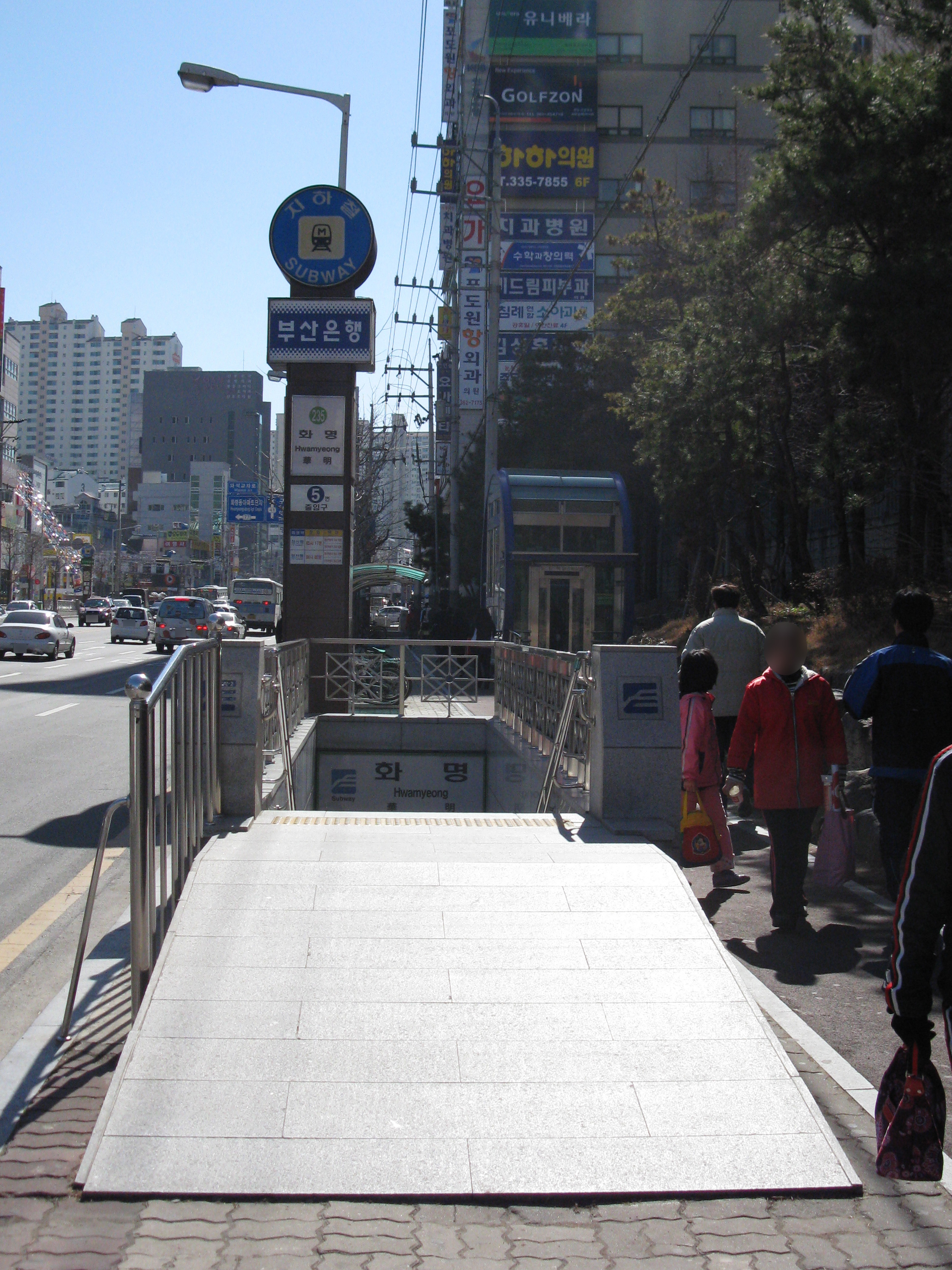
5號出口
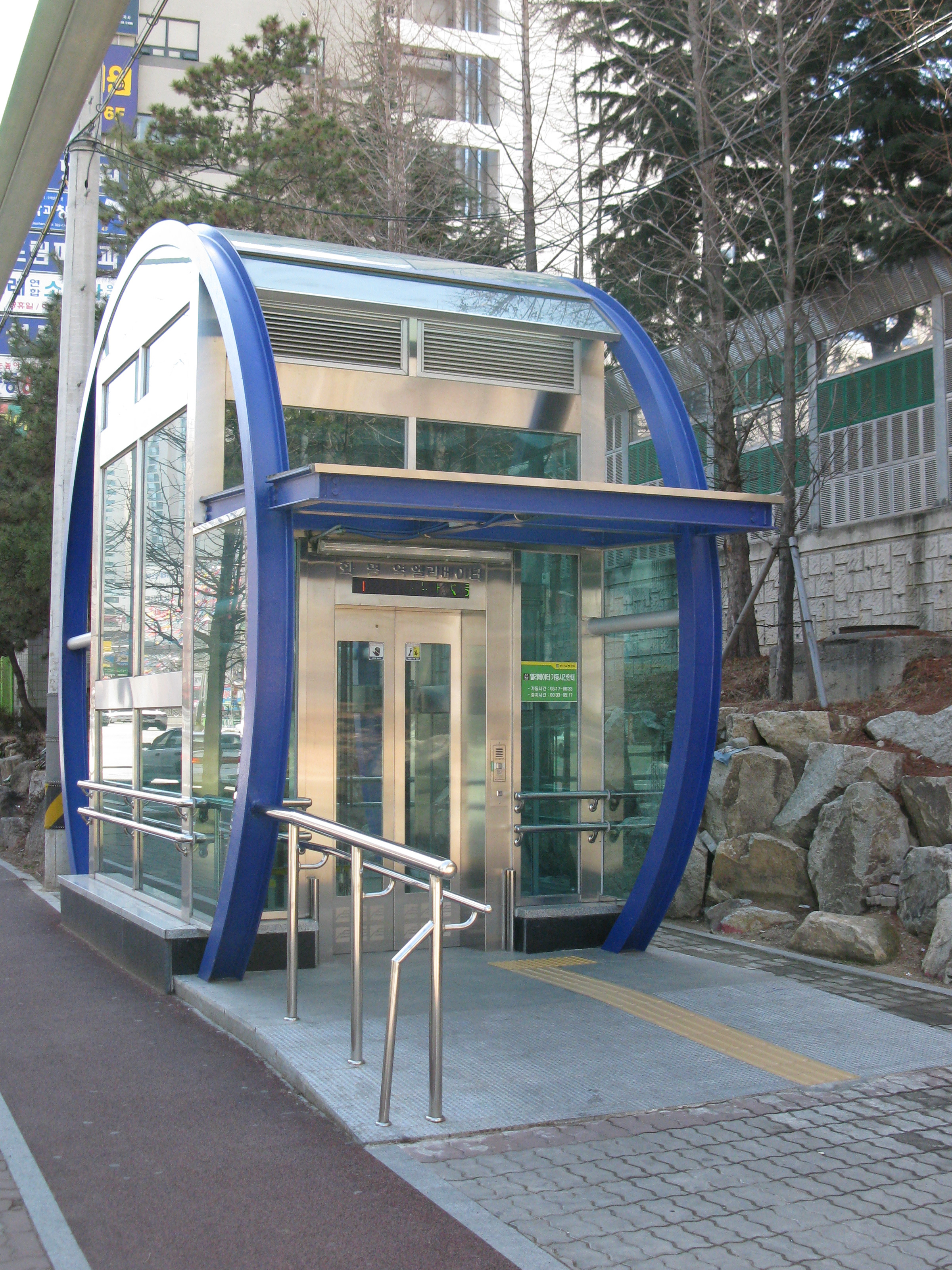
5號出口電梯

## 相鄰車站
釜山交通公社
●釜山都市铁道2号线
水亭（234）－華明（235）－栗里（236）